# Lindernia linearifolia
Lindernia linearifolia är en tvåhjärtbladig växtart som först beskrevs av Adolf Engler, och fick sitt nu gällande namn av Eb. Fischer. Lindernia linearifolia ingår i släktet Lindernia och familjen Linderniaceae. Inga underarter finns listade i Catalogue of Life.